# Episodi di Teenage Mutant Ninja Turtles - Tartarughe Ninja (seconda stagione)
La seconda stagione della serie animata Teenage Mutant Ninja Turtles - Tartarughe Ninja viene trasmessa in prima visione negli Stati Uniti d'America sul canale Nickelodeon dal 12 ottobre 2013.
In italia questa serie è stata trasmessa in prima visione assoluta sul canale Nickelodeon dal 17 marzo al 1º novembre 2014 ed in chiaro, in prima tv dal 2014, sul canale Pop.
| n° (serie) | n° (stagione) | Titolo originale                         | Titolo italiano                              | Prima TV USA      | Prima TV Italia  |
| ---------- | ------------- | ---------------------------------------- | -------------------------------------------- | ----------------- | ---------------- |
| 027        | 1             | The Mutation Situation                   | La mutazione continua                        | 12 ottobre 2013   | 17 marzo 2014    |
| 028        | 2             | Invasion of the Squirellanoids           | L'invasione degli scoiattoli mutanti         | 19 ottobre 2013   | 19 marzo 2014    |
| 029        | 3             | Follow the Leader                        | Obbedire agli ordini                         | 2 novembre 2013   | 18 marzo 2014    |
| 030        | 4             | Mutagen Man Unleashed                    | Mutagen Man                                  | 9 novembre 2013   | 20 marzo 2014    |
| 031        | 5             | Mickey Gets Shellacne                    | La Tarta-Acne                                | 16 novembre 2013  | 21 marzo 2014    |
| 032        | 6             | Target: April O'Neil                     | Obiettivo: April O'Neil                      | 23 novembre 2013  | 24 marzo 2014    |
| 033        | 7             | Slash and Destroy                        | Una nuova tartaruga                          | 30 novembre 2013  | 25 marzo 2014    |
| 034        | 8             | The Good, the Bad and Casey Jones        | Il buono, il brutto e Casey Jones            | 2 febbraio 2014   | 26 marzo 2014    |
| 035        | 9             | The Kraang Conspiracy                    | La cospirazione dei Kraang                   | 9 febbraio 2014   | 27 marzo 2014    |
| 036        | 10            | Fungus Humungous                         | Il fungo                                     | 16 febbraio 2014  | 28 marzo 2014    |
| 037        | 11            | Metalhead Rewired                        | Metalhead 2.0                                | 23 febbraio 2014  | 31 marzo 2014    |
| 038        | 12            | Of Rats and Men                          | Uomini e topi                                | 2 marzo 2014      | 1 aprile 2014    |
| 039        | 13            | The Manhattan Project/Wormquake!: Part 1 | L'attacco dei vermi spaziali (prima parte)   | 14 marzo 2014     | 20 ottobre 2014  |
| 040        | 14            | The Manhattan Project/Wormquake!: Part 2 | L'attacco dei vermi spaziali (seconda parte) | 14 marzo 2014     | 20 ottobre 2014  |
| 041        | 15            | Mazes and Mutants                        | Labirinti e mutanti                          | 27 aprile 2014    | 21 ottobre 2014  |
| 042        | 16            | The Loney Mutation of Baxter Stockman    | La mutazione di Baxter Stockman              | 4 maggio 2014     | 22 ottobre 2014  |
| 043        | 17            | Newtralized                              | I nuovi nemici dei Kraang                    | 11 maggio 2014    | 23 ottobre 2014  |
| 044        | 18            | Pizza Face                               | Pizza Face                                   | 18 maggio 2014    | 24 ottobre 2014  |
| 045        | 19            | The Wrath of Tiger Claw                  | La rabbia di Tiger Claw                      | 8 giugno 2014     | 25 ottobre 2014  |
| 046        | 20            | The Legend of the Kuro Kabuto            | La leggenda di Kuro Kabuto                   | 15 giugno 2014    | 27 ottobre 2014  |
| 047        | 21            | Plan 10                                  | Piano 10                                     | 22 giugno 2014    | 28 ottobre 2014  |
| 048        | 22            | Vengeance is Mine                        | La vendetta                                  | 29 giugno 2014    | 29 ottobre 2014  |
| 049        | 23            | A Chinatown Ghost Story                  | Storia di un fantasma                        | 12 settembre 2014 | 30 ottobre 2014  |
| 050        | 24            | Into Dimension X!                        | Nella Dimensione X                           | 19 settembre 2014 | 31 ottobre 2014  |
| 051        | 25            | The Invasion: Part 1                     | L'invasione (prima parte)                    | 26 settembre 2014 | 1º novembre 2014 |
| 052        | 26            | The Invasion: Part 2                     | L'invasione (seconda parte)                  | 26 settembre 2014 | 1º novembre 2014 |

## La mutazione continua
Dopo la sconfitta dei Kraang e di Shredder le tartarughe possono finalmente godersi un po' di libertà; questo però non vale per April, poiché dopo l'invasione suo padre è diventato iperprotettivo e non la lascia uscire per nessun motivo, convinto che gli alieni siano ancora una minaccia. Questa opinione è condivisa dal maestro Splinter, il quale crede che i suoi allievi siano diventati arroganti e presuntuosi.
I dubbi del signor O'Neil e di Splinter sono fondati: infatti nella sua base Shreeder usa i resti di uno dei robot alieni per contattare i Kraang, i quali stanno preparando una nuova invasione. Dopo avere stretto un'alleanza con il nemico di Splinter gli alieni inviano sulla Terra un'astronave invisibile piena di mutageno.
Poco dopo la sfera di comunicazione delle tartarughe si attiva e Donatello scopre i progetti dell'astronave invisibile; aiutati da April e da suo padre (quest'ultimo ingannato dalla figlia, che gli ha raccontato che deve fare una ricerca scolastica) riescono a rintracciarla e l'assaltano ma, una volta dentro, uno dei Kraang si connette con un droide ultrapotenziato, con il quale affronta le tartarughe.
Alla fine le tartarughe hanno la meglio, ma nella lotta Michelangelo fa cadere per errore i contenitori di mutageno su tutta la città; uno di essi precipita proprio sul signor O'Neil, il quale si trasforma in un gigantesco pipistrello. Le tartarughe lo attaccano credendolo un nemico, ma April li implora di non fargli del male; i quattro fratelli, confusi, vengono atterrati dal mutante, che fugge portando April con sé. Esaminando i resti del contenitore Leonardo capisce che il pipistrello era il signor O'Neil.
Nel tentativo di nascondere il loro errore al maestro le tartarughe con uno stratagemma gli chiedono come si cattura un animale selvatico; egli consiglia loro di attirarlo con il cibo e i quattro fratelli travestono Michelangelo da farfalla, per poi volare sulla città con ali finte per fargli fare da esca.
Intanto il mutante porta April su un grattacielo, per poi andare alla ricerca di cibo; cogliendo l'occasione le tartarughe lo attirano verso un vecchio magazzino e lo rinchiudono in una robusta gabbia di ferro, mentre Donatello salva April. La ragazza è distrutta per la perdita del padre e Michelangelo, nel tentativo di consolarla, le rivela per errore che sono stati loro a gettare il mutageno sulla città; April, furiosa, abbandona le tartarughe. Subito dopo il signor O'Neil riesce a liberarsi e fugge.
Una volta tornate al rifugio le tartarughe rivelano tutto al maestro Splinter, il quale dice loro di non rattristarsi per l'accaduto e gli affida una missione: ritrovare tutti i contenitori di mutageno sparsi per la città prima che ci siano altri mutanti in giro. Nella scena finale uno scoiattolo si avvicina a una pozza di mutageno accanto a un contenitore rotto e lo beve, mentre i suoi occhi si illuminano di bianco.

## L'invasione degli scoiattoli mutanti
Le tartarughe, sotto comando di Splinter, si mettono alla ricerca dei contenitori di mutageno; per rintracciarli Donatello inventa un prodigioso apparecchio che capta le zone ricche del malefico liquido. Subito il sensore si attiva e porta la squadra davanti a un cinema, dove trovano evidenti tracce di mutageno; entrati nell'edificio vedono un uomo terrorizzato da uno scoiattolo. Le tartarughe sono perplesse, ma poi scoprono che il mutante è lo scoiattolo, che ha sviluppato denti affilati e una lunga lingua; la creatura approfitta della loro distrazione per entrare nello stomaco dell'uomo, facendolo svenire, rivelandosi un parassita.
Le tartarughe portano l'uomo nel rifugio e spiegano al maestro la situazione, per poi usare un apparecchio costruito da Donatello (un sofisticato lettore a raggi ultravioletti) per scoprire le intenzioni dello scoiattolo. L'esito è incredibile: il roditore si sta infatti duplicando usando l'umano come ospite. Subito dopo l'uomo si risveglia e sputa due scoiattoli mutanti, per poi fuggire terrorizzato.
I due mutanti scappano per tutto il rifugio e le tartarughe cercano di riprenderli, ma mentre Splinter (accorso per il rumore) riesce facilmente a catturarne uno, l'altro (vedendosi minacciato) sfrutta Raffaello come ospite, creando così un altro scoiattolo.
La situazione presto degenera perché gli scoiattoli presto compiono una metamorfosi e si tramutano in enormi creature viola simili a uno xenomorfo. I tre mutanti fuggono attraverso le fognature e le tartarughe si gettano all'inseguimento; gli scoiattoli riescono però a dividerli e li sconfiggono uno dopo l'altro. Michelangelo però, seguendo le indicazioni del suo fumetto preferito (una parodia di Alien), raggruppa gli scoiattoli in una tubatura e apre l'acqua, facendoli morire annegati.
Il gruppo festeggia la vittoria ma Michelangelo li avverte che nel suo fumetto i mutanti torneranno, e quindi è probabile che gli scoiattoli si siano in qualche modo salvati; infatti nella scena finale un netturbino passeggia per le fogne e uno degli scoiattoli, sopravvissuto, lo attacca alle spalle per poterlo usare come ospite e duplicarsi.

## Obbedire agli ordini
Shredder parte per il Giappone per risolvere una questione d'affari, lasciando Karai al commando, ma a condizione che fino al suo ritorno non avrà a che fare con i Kraang e le tartarughe. Karai disobbedisce agli ordini del padre e notando che le tartarughe stanno cercando i contenitori di mutageno decide di attirarle in una trappola in un magazzino abbandonato, lasciando un contenitore di mutageno. Leonardo capisce subito che è una trappola, ma Michelangelo lo prende, ancora prima che Leonardo possa parlare.
Le tartarughe si scontrano così con i soldati ninja, ma scoprono che non sono i semplici soldati ninja in carne e ossa, bensì soldati ninja robot creati dai Kraang. Le tartarughe sono costrette alla ritirata, ma Leonardo viene catturato.
Al covo Splinter spiega ai suoi figli che Karai ce l'ha con lui perché crede che Splinter abbia portato via sua madre. Successivamente Splinter ordina ai figli di salvare Leonardo.
Le tartarughe salvano Leonardo, ma vengono inseguite dai soldati ninja e da Karai. Mentre Raffaello, Donatello e Michelangelo si scontrano con i soldati ninja Leonardo si scontra con Karai. Il loro scontro finisce a Chinatown, dove Leonardo sorprende Karai e le ordina di lasciare stare lui, i suoi fratelli e Splinter.
Successivamente Leonardo chiede spiegazioni a Splinter, poiché sa che lui non avrebbe mai fatto del male alla madre di Karai, e Splinter risponde che, in realtà, Karai è sua figlia Miwa.

## Mutagen Man
Il Polverizzatore, sentendo una discussione tra Donatello e Splinter nel quale la tartaruga gli risponde che vuole tanto che April tornasse con loro, beve il mutageno e va alla ricerca di April.
Le tartarughe salgono in superficie e si dividono: mentre Michelangelo e Donatello si recano al parco (quest'ultimo aveva spiato April al parco, mentre studiava con un nuovo ragazzo, Casey Jones), Leonardo e Raffaello si recano a casa della ragazza. Michelangelo e Donatello trovano poi il Polverizzatore (che Michelangelo chiama Mutagen Man) a Chinatown, dopo avere aggredito April e Casey, e con l'arrivo di Leonardo e Raffaello Mutagen Man viene sconfitto visto che ha finito il mutageno, la fonte del suo potere.
Le tartarughe tornano così nelle fogne con il tarta-carro, ma Mutagen Man beve di nuovo il mutageno e ritorna alla ricerca di April, perché lui non lo fa per le tartarughe, ma per se stesso, volendo diventare amico della ragazza. Le tartarughe però vanno al suo inseguimento e durante la lotta Leonardo ordina a Donatello di spegnere Mutagen Man. Donatello (sebbene così non potrà creare il mutageno per guarire il padre di April), fornisce a Mutagen Man un mutageno marcio, il quale si congela, spegnendosi.
Al covo Splinter, cercando di consolare Donatello, gli dice che l'allontanamento di April è stata una sua scelta e sceglierà lei quando tornare, avvisando il figlio di non perdere mai la speranza.

## La Tarta-Acne
A Michelangelo vengono brufoli giganti sulla faccia e sul resto del corpo. Donatello lo avverte che se continuerà, Michelangelo diventerà un enorme brufolo ed esploderà, ma esiste una cura, grazie a una centrifuga, e l'ultima volta che ne ha visto una è stata alla TCRI; perciò le tartarughe si recano lì.
Nel frattempo Karai, leader del Clan del Piede in l'assenza di Shredder, ordina a Dogpound e a Fishface di trovare Baxter Stockman e di riportarlo nel Clan del Piede, per potenziare i soldati ninja robot. Dogpound vorrebbe tornare al suo corpo precedente in quanto, con il suo nuovo corpo da cane, si sente deriso, e si rende conto che Stockman potrebbe farlo tornare umano.
Alla TCRI le tartarughe trovano Stockman, che ha in mano la centrifuga, e iniziano a seguirlo, ma arriva anche Dogpound, che rapisce lo scienziato. Al covo, mentre Leonardo, Raffaello e Donatello cercano di capire dove Dogpound abbia portato Stockman, Michelangelo esce dalle fogne e si imbatte in lui, Dogpound e il sopraggiunto Fishface nel laboratorio di Baxter. Michelangelo cerca di prendere la centrifuga, ma viene scoperto e inseguito da Dogpound; durante l'inseguimento Dogpound cade in una vasca di mutageno, venendo mutato una seconda volta, diventando Razhar.
Leonardo, Raffaello e Donatello sopraggiungono nel laboratorio di Stockman e aiutano Michelangelo a sconfiggere Razhar e Fishface, ma non a impedire loro di portare via Stockman. Le tartarughe prendono così la centrifuga e tornano di nuovo al covo, creando così la cura e guarendo Michelangelo.

## Obiettivo: April O'Neil
Nonostante gli ordini del padre Karai fa visita ai Kraang per controllare la loro ultima invenzione, un robot capace di eliminare gli obiettivi richiesti. Karai per fare una prova, ordina ai Kraang di testare il robot su una cavia: April O'Neil.
Intanto Donatello spia di nascosto April, ma la ragazza se ne accorge, dicendogli che ormai ha chiuso con le tartarughe ninja mutanti, e che vorrebbe per una volta una vita normale. Donatello torna così al rifugio affranto, mentre la sfera di comunicazione delle tartarughe si attiva e Donatello entrando nei piani segreti dei Kraang scopre il robot, così le tartarughe si dirigono a fermarlo.
Nel frattempo April si reca nella pista da ghiaccio di hockey, dove Casey Jones si sta allenando, e lì viene attaccata dai soldati ninja robot di Shredder. Mentre Casey si batte contro i soldati ninja robot sulla pista da ghiaccio April comincia a scappare e chiama Donatello, il quale corre ad aiutarla lasciando gli altri a occuparsi dei Kraang e del robot.
I soldati ninja robot catturano April al parco ma vengono distrutti da Donatello, il quale poi affronta direttamente Karai, mentre Leonardo, Raffaello e Michelangelo fermano i Kraang, ma il robot è già partito, pronto per eliminare April. Le tartarughe raggiungono Donatello e April e distruggono il robot, mentre Karai, sconfitta, si ritira.
April torna così al covo delle tartarughe, ringraziandole per averla aiutata; soprattutto Donatello, che bacia sulla fronte.

## Una nuova tartaruga
Raffaello crede che i suoi fratelli non capiscano veramente cosa significa essere un ninja e si sente emarginato dal gruppo; infatti pensa che lui e i compagni dovrebbero cercare il mutageno, non divertirsi nel rifugio. Dopo che Donatello rischia di distruggere la casa e Spike (la tartaruga domestica di Raph) con un esperimento mal riuscito Raffaello perde la pazienza e gli sequestra il contenitore di mutageno per impedirgli di fare altri danni, per poi rinchiudersi nella sua stanza furioso.
Poco dopo Leonardo chiama Raffaello perché aiuti loro e Splinter a riparare i danni causati dall'esperimento di Donatello; per la rabbia però Raffaello esce sbattendo la porta, e il contenitore di mutageno casca a terra rompendosi. Spike scambia il liquido per cibo e lo beve.
Terminati i lavori Raffaello torna nella sua stanza e scopre che Spike è diventato una gigantesca testuggine antropomorfa, fortissima e abile nelle tecniche del ninjitsu. Spike gli rivela che ha cambiato nome in Slash e che vuole formare con lui una squadra per salvare il mondo; Raffaello, sorpreso e felice di avere finalmente trovato qualcuno che lo capisca, accetta con entusiasmo. Non appena Donatello rintraccia un altro contenitore di mutageno Raffaello con una scusa si astiene dalla ricerca e va a cercarlo insieme a Slash.
Grazie al poderoso fiuto della testuggine i due riescono a trovare in fretta il contenitore, che è però stato raccolto da un fattorino della pizza. Nel tentativo di recuperarlo Raffaello incontra i fratelli e, dopo un litigio con Leonardo, il gruppo si divide nuovamente.
Mentre Leonardo va a riprendere il mutageno Michelangelo e Donatello attendono su un grattacielo; Donatello viene però rapito misteriosamente e per ritrovarlo Michelangelo si unisce a Raffaello, il quale sta cercando Slash, scomparso nel nulla mentre litigavano. I due ritrovano Donatello in pessime condizioni sul tetto di un grattacielo, e osservano i segni lasciati dagli artigli del rapitore, Raffaello capisce che si tratta di Slash.
Intanto Leonardo cerca di recuperare il contenitore di mutageno ma, dopo una serie di imprevisti alquanto comici, esso finisce nelle mani di un venditore e poi di una bambina, la quale lo porta a casa per giocarci. Leonardo cerca di non farsi notare, ma quando la bambina, sola nella sua stanza, sta per bere il mutageno, la tartaruga è costretta a intervenire, rivelandosi all'umana; la ragazzina però non si spaventa poiché lo crede la Tartaruga dei Sogni, e lo invita a giocare con lei.
Intanto Raffaello e Michelangelo cercano di portare Donatello nel rifugio, ma Slash imita la voce di Leonardo per attirare Michelangelo lontano dai due, per poi ridurlo a brandelli. Raffaello lo ritrova appeso a una ringhiera e cerca di guadagnare tempo sfidando Slash. Quest'ultimo si rivela e spiega che considera gli altri un ostacolo alla loro ascesa, ed è quindi intenzionato ad eliminarli; quando poi la testuggine cerca di buttare Michelangelo giù dal palazzo Raffaello capisce che il mutageno ha cambiato anche la mente dell'amico. Così si ribella e lo affronta; Slash, furioso per il tradimento, lo attacca. Raffaello è però condannato, poiché Spike lo ha osservato per anni allenarsi e ha imparato tutte le sue mosse, ed è inoltre molto più potente di lui.
Donatello e Michelangelo, vedendo il loro fratello in difficoltà, scendono in campo nonostante le pessime condizioni; Raffaello capisce così che sono loro i suoi veri compagni e affronta Slash con forza triplicata. Donatello e Michelangelo vengono però facilmente battuti e Raffaello è costretto ad affrontare da solo la potentissima testuggine.
Intanto Leonardo continua a giocare con la bambina per riprendersi il mutageno, ma viene interrotto dallo scontro di Slash e Raffaello; dopo avere preso e nascosto il contenitore si lancia in aiuto del fratello. Slash è comunque troppo forte e sconfigge i due, ma Raffaello riesce a ricordarsi l'unico suo punto debole: l'ascella destra, che è molto sensibile e gli provoca dolori lancinanti. Toccandola Slash è preso dal dolore e precipita dal grattacielo, ma si salva e fugge.
Le tartarughe tornano al rifugio, ma Raffaello è disperato per avere perso il suo amico. Splinter però lo rincuora e gli consiglia di concentrarsi su ciò che ha, non su ciò che ha perso; Raffaello allora corre a giocare ai videogiochi con i fratelli.

## Il buono, il brutto e Casey Jones
Casey Jones decide di diventare un paladino della giustizia per combattere i mutanti per proteggere la città, la sua famiglia e soprattutto April.
Nel frattempo Raffaello è continuamente stressato dai suoi fratelli, perciò decide di salire su in superficie per calmarsi un po'. Mentre è in superficie Raffaello si imbatte in Casey, il quale si sta scontrando con i Dragoni Purpurei, sul punto di fare una rapina. Scambiando Raffaello per una minaccia Casey lo attacca, scontrandosi brevemente con lui, prima che la tartaruga se ne vada.
La sera successiva Raffaello decide di uscire per calmarsi un po' dopo l'ennesimo litigio con i fratelli, e lì Casey lo nota e decide di seguirlo di nascosto, venendo seguito a sua volta dai soldati ninja robot di Shredder, e raggiunge il covo delle tartarughe, venendo fermato dai fratelli di Raffaello. April (che si trovava lì per il suo addestramento con Splinter) tuttavia ferma le tartarughe, dicendo che è solo un amico. Subito dopo il gruppo viene attaccato dai soldati ninja robot, che hanno seguito Raffaello e Casey senza che questi ultimi se ne accorgessero. Un soldato ninja robot memorizza la posizione del covo delle tartarughe e torna in superficie per dare le informazioni a Karai. Tuttavia Raffaello e Casey dopo diverse peripezie e una rocambolesca lotta, riescono a distruggere il robot, e nel mentre i due diventano amici.

## La cospirazione dei Kraang
Mentre si allenano le tartarughe e April si accorgono di essere seguiti da un misterioso individuo e decidono di seguirlo. Arrivati fino al suo appartamento scoprono che l'individuo è in realtà un giornalista di nome Jack J. Kurtzman, che rivela a loro di averle osservare in segreto per molto tempo, e di avere fatto anche delle ricerche sui Kraang, affermando che i Kraang esistono fin dall'inizio dei tempi, e rivelando inoltre perché i Kraang danno la caccia ad April: la ragazza possiede poteri telepatici che i Kraang potrebbero usare per potenziare il mutageno, per cui hanno perfino cercato di clonarla.
Subito dopo i Kraang scoprono Kurtzman e li attaccano, per poi scappare. Kurtzman rivela inoltre che i piani dei Kraang si trovano alla torre della TCRI, che i Kraang hanno già ricostruito dopo che le tartarughe l'avevano distrutta durante l'invasione. Lì scoprono che i Kraang hanno in mente una nuova invasione per conquistare la Terra, ma vengono scoperti e April viene catturata.
Le tartarughe si dirigono a salvare April: mentre Leonardo, Donatello e Michelangelo combattono contro un clone mal riuscito di April Raffaello salva la ragazza, per poi uccidere gli altri cloni. Infine le tartarughe, April e Kurtzman fuggono dalla TCRI. In seguito Kurtzman fornisce loro il suo numero di telefono, in caso abbiano bisogno di aiuto.
Al covo Donatello fa una ricerca sul DNA di April, scoprendo che la ragazza non è del tutto umana: è per metà aliena, ed ecco perché ha quei misteriosi poteri.

## Il fungo
Mentre April e Casey sono nelle fogne per raggiungere il covo delle tartarughe April ha continue visioni su suo padre, e comincia a scappare. Casey avverte le tartarughe di ciò e insieme decidono di andare a controllare.
Una volta arrivati sul posto anche Casey ha continue visioni sui ratti. Lo stesso sta accadendo a Raffaello, che ha continue visioni sugli scarafaggi. Donatello capisce che a causa di un fungo mutante April, Casey e Raffaello vedono le loro enormi paure.
Una volta trovata l'origine dei funghi decidono di eliminarli prima che possano diffondere ad altra gente le loro paure. Durante la lotta anche Michelangelo e Donatello vengono attaccati dal fungo e vedono ciò che li terrorizza: Michelangelo gli scoiattoli e Donatello di non essere mai amato da April. Successivamente anche Leonardo viene attaccato dal fungo e la sua più grande paura è di deludere i suoi fratelli. Leonardo tuttavia si riprende, e scopre che anche i funghi hanno una loro grande paura: la luce del sole. Così Leonardo distrugge il tetto del rifugio dei funghi, uccidendoli tutti.
Con i funghi eliminati Raffaello, Donatello, Michelangelo, April e Casey si riprendono dalle loro grandi paura, si ricongiungono con Leonardo e tornano a casa.

## Meatelhead 2.0
Donatello ricostruisce Meatelhead in modo che se, i Kraang o i soldati ninja robot di Shredder tornassero, lui avvertirebbe le tartarughe del pericolo. Mentre si addestrano Meatelhead avverte una minaccia che si sta avvicinando al covo e le tartarughe controllano.
Le tartarughe scoprono che si tratta dei Kraang, che hanno rapito Spiderbeitz. Leonardo, per capire cosa stanno tramando, decide di scoprire che cosa vogliono i Kraang da Spiderbeitz. Le tartarughe, aiutate da Meatelhead, si ritrovano nel magazzino abbandonato dei Kraang, ma non c'è traccia di loro, e l'unico modo per potere inseguire i Kraang viene rovinato da Meatelhead quando Michelangelo rimane bloccato da un distributore di cibi, che viene poi distrutto da Meatelhead.
Al covo Leonardo ordina a Donatello di disattivare Meatelhead, ma quest'ultimo sente la discussione e fugge, bloccando la porta del laboratorio di Donatello e intrappolando lui e i suoi fratelli. Dopo essere stati aiutati da Splinter e con una bugia riescono a raggiungere l'ultimo luogo in cui Meatelhead è stato, un bunker, e scoprono un portale segreto che conduce a un altro mondo, che attraversano.
Una volta dentro le tartarughe scoprono che Spiderbeitz è stato catturato dai Kraang perché questi ultimi stanno creando un esercito di mutanti tra cui Justin, Snakeweed e perfino il dottor Rockwell. Tra i mutanti catturati notano che c'è anche il signor O'Neill e decidono di liberarlo, in modo che Donatello possa curarlo. Con l'aiuto di Meatelhead le tartarughe riescono a liberare tutti i mutanti, O'Neill compreso, ma Meatelhead si sacrifica per permettere alle tartarughe di fuggire. Le tartarughe fuggono e Meatelhead chiude il portale, per poi venire distrutto dai Kraang.
Leonardo fa le sue scuse a Donatello per avere dubitato di lui, ma Donatello promette che un giorno ricostruirà Meatelhead.

## Uomini e topi
Il Re dei Topi ritorna sulla scena, stavolta più potente dell'ultima volta, e ha creato un esercito di ratti, potenziati il doppio con il mutageno. Splinter avverte la sua presenza e informa le tartarughe che egli è tornato.
Le tartarughe cercano di contrastare i piani del Re dei Topi insieme ad April e a Casey, ma il piano fallisce del tutto; inoltre Casey viene catturato. Per evitare che le tartarughe e April mettano a rischio la loro vita Splinter proibisce a loro di uscire. Tuttavia, desiderosi di salvare Casey, le tartarughe e April escono dal covo e si imbarcano nella missione.
Raggiunto il rifugio del Re dei Topi le tartarughe e April scoprono che il Re dei Topi questa volta ha intenzione di trasformare gli umani catturati, tra cui anche Casey, in topi mutanti. Leonardo cerca di colpire con una freccia il Re dei Topi, ma viene bloccato da Splinter, ipnotizzato da quest'ultimo, ma Michelangelo blocca la visione del Re dei Topi su Splinter, riprendendo il controllo.
Mentre le tartarughe e April liberano gli umani catturati e Casey, combattendo contro i sottoposti del Re dei Topi, quest'ultimo se la vede direttamente contro Splinter; il loro scontro finisce su un precipizio e Splinter ruba la visiera del Re dei Topi, usandola per sconfiggere il nemico, che cade dal precipizio morendo definitivamente. Dopo questa battaglia il gruppo torna a casa.

## L'attacco dei vermi spaziali
Mentre stanno combattendo contro i soldati ninja robot di Shredder, guidati da Karai e da Razhar, Leonardo cerca di rivelare a Karai che è Splinter il suo vero padre, ma la ragazza non lo ascolta. Subito dopo c'è un terremoto,ì e Leonardo rimane schiacciato da un palazzo crollato, venendo poi salvato dai suoi fratelli, mentre Karai e i suoi subalterni fuggono.
Tornato al covo Leonardo rivela a Splinter che ha cercato di dire a Karai che è lui il suo vero padre e Splinter decide di dire la verità anche ai fratelli di Leonardo. Nel frattempo Shredder ritorna dal Giappone, portando con sé un nuovo mutante: Tiger Claw, un mutante tigre, senza coda, definendolo “il più spaventoso assassino di tutta l'Asia”, mandando poi Tiger Claw e Karai in missione per trovare le tartarughe.
Intanto April e Casey trovano un oggetto particolare dei Kraang, che permette di andare in qualunque dimensione. I due lo portano al covo, dove le tartarughe, April e Casey entrano nel portale creato dall'oggetto, scoprendo le altre dimensioni, tra cui anche la Dimensione X, la patria dei Kraang. Il gruppo tuttavia viene scoperto e Leonardo, Raffaello e Michelangelo ritornano sulla Terra, ma Donatello, April e Casey vengono catturati dai Kraang.
Sulla Terra Leonardo, Raffaello e Michelangelo vengono attaccati da Tiger Claw, il quale li obbliga a chiamare Splinter altrimenti ucciderà Michelangelo facendolo cadere in una fornace. Le tartarughe sono così costrette a chiamare Splinter, che arriva e sconfigge facilmente Tiger Claw, ma viene attaccato alle spalle da Karai. In quel momento Leonardo cerca di dire a Karai che è Splinter il suo vero padre, ma la ragazza non lo ascolta. Splinter, per permettere ai figli di scappare, si lascia catturare.
Leonardo, Raffaello e Michelangelo si preparano per andare al rifugio di Shredder e liberare Splinter; intanto anche Donatello, April e Casey tornano sulla Terra, scoprendo quale sia la causa dei terremoti: vermi spaziali portati dai Kraang sulla Terra. A causa di Casey i tre vengono scoperti dai Kraang, che liberano uno dei vermi spaziali, che ingoia Casey, mentre Donatello e April riescono a salvarsi.
Nel frattempo Leonardo, Raffaello e Michelangelo riescono a salvare Splinter prima che Shredder possa ucciderlo. Intanto Donatello e April si recano da Kurtzman per chiedere a quest'ultimo informazioni sui vermi spaziali, che Kurtzman chiama “Il progetto Manhattan”, rivelando come sconfiggere i vermi spaziali: usare il sale. Inoltre April riceve una chiamata da Casey, ancora vivo, il quale la avverte che sta per essere digerito.
Leonardo, Raffaello, Michelangelo e Splinter, intanto, riescono a rifugiarsi, ma vengono intercettati da Karai, Tiger Claw, Razhar e Fishface. Poco dopo arrivano Donatello e April, i quali dopo avere salvato Casey, sono riusciti a domare il verme spaziale, che ingoia Tiger Claw, prima che Donatello usi il crea-portali per spedire i vermi spaziali in un'altra dimensione. Dopo che Splinter ha ripreso i sensi il gruppo festeggia la vittoria, mentre Karai comincia ad avere dubbi sull'identità del suo vero padre.

## Labirinti e mutanti
Le tartarughe, per festeggiare la loro vittoria contro i Kraang e Shredder, decidono di giocare dal vivo a un gioco che hanno trovato nelle fogne, chiamato “Labirinti e mutanti”. Ma mentre stanno giocando sembra che il gioco sta diventando realtà, perché uno strano individuo, conosciuto come Lord Malakai, costringe loro a giocare.
Dopo avere combattuto contro alcune scimmie (che ricordano un po' il dottor Rockwell) devono salvare April (tenuta prigioniera in una sfera di cristallo), ma prima devono combattere contro un drago (che ricorda molto Leaterhead). I ninja riescono a sconfiggerlo, ma Malakai vuole che le tartarughe giocano con lui per sempre, ma queste ultime, sotto consiglio di Leonardo, affermano che il gioco non è reale.
A questo punto il gioco scompare e Malakai afferma chi è veramente: lui era un ragazzino di nome Martin Milton, grande fan di Labirinti e mutanti, finché una sera i contenitori di mutageno sono caduti su di lui mentre stava dando cibo ad alcuni uccelli. Milton si trasformò proprio in un uccello, cambiò il proprio nome e si trasferì nelle fogne, iniziando a giocare a Labirinti e mutanti finché un giorno vide le tartarughe, e portò il gioco nel luogo dove erano le tartarughe, in modo che avrebbero giocato con lui. Malakai ora ha imparato la lezione e se ne va con le sue illusioni, mentre le tartarughe tornano a casa.

## La mutazione di Baxter Stockman
Shredder, stanco dei continui fallimenti di Baxter Stockman, decide di punirlo con il mutageno, e Stockman si trasforma in una mosca umanoide di nome Stockman Fly.
Nel frattempo Donatello riesce finalmente a creare l'antimutageno per il signor O'Neill e Splinter, in modo che entrambi tornino umani. Quando però cercano di dare l'antimutageno al signor O'Neill interviene Stockman Fly che, cercando di impadronirsi del contenitore dell'antimutageno, lo distrugge facendo scappare O'Neill.
Rimasto solo un contenitore di antimutageno le tartarughe, April e Casey si dirigono a salvare il padre di April, ma vengono fermati nuovamente da Stockman Fly. Nella lotta seguente, sebbene il secondo contenitore di anti-mutageno vada distrutto, il padre di April riesce a bere l'ultima goccia, così il signor O'Neill torna umano e può riabbracciare la figlia.
Donatello fa poi le sue scuse a Splinter per non essere riuscito a farlo tornare umano, ma Splinter rassicura il figlio che per lui non c'è più spazio nel mondo degli umani, e che però è felice della sua nuova vita con le tartarughe.

## I nuovi nemici dei Kraang
Mentre Raffaello e Casey danno la caccia ai Kraang, che hanno rubato un po' di plutonio, scoprono che i Kraang sono già stati distrutti da qualcun altro, e che ha rubato il plutonio ai Kraang. Per sapere chi c'è dietro a tutto questo il gruppo si divide: Raffaello e Casey controlleranno nelle vie, Donatello e Michelangelo sui tetti e Leonardo nelle fogne.
Raffaello e Casey spiano i Kraang, intenti a rubare altro plutonio, scoprendo chi c'è dietro a tutto questo: Slash / Spike, la vecchia tartaruga di Raffaello, e il suo nuovo alleato Newtralizer, che hanno stretto un'alleanza per eliminare i Kraang. Tuttavia, quando Raffaello e Casey cercano di fermare i due, i due si lasciano sfuggire i due mutanti.
Quando Slash e Newtralizer si recano in un magazzino abbandonato con l'intento di distruggerlo (anche se Slash non era d'accordo sull'idea, ma Newtralizer gli ha fatto ricordare la promessa di quando lui l'ha liberato, cioè, che avrebbero eliminato i Kraang "a qualunque costo"), le tartarughe intervengono, ma per colpa di Casey, ancora una volta, i due mutanti fuggono e distruggono il magazzino. Raffaello, stanco dei continui disordini di Casey, lo tratta male, così Casey decide di lasciare la squadra.
Tramite una spia scarafaggio di Donatello (che quest'ultimo ha messo su Slash durante la lotta), capiscono quale sia la prossima mossa di Slash e Newtralizer: intercetteranno la nuova arma dei Kraang al molo e la useranno per eliminarli una volta per tutte e distruggere la città, ma Slash non è d'accordo con l'idea, in quanto la promessa era di eliminare i Kraang, non distruggere la città.
Le tartarughe, giunte al molo, cercano di prendere l'arma ai Kraang prima di Slash e Newtralizer, ma arrivano troppo tardi e Newtralizer comincia a usarla, distruggendo i Kraang e cercando di distruggere anche Slash, ma che viene salvato da Raffaello. Resosi conto della malvagità del socio Slash decide di tradirlo, ma invano. A salvare la situazione ci pensa Casey, che lancia a una mina esplosiva nel centro di comando dell'arma, distruggendola; Newtralizer però riesce a fuggire. Raffaello chiede scusa a Casey, facendolo tornare nella squadra, e invitando anche Slash, ma quest'ultimo rifiuta, decidendo di proseguire per la sua strada. Le tartarughe e Casey tornano a casa.

## Pizza Face
Vedendo uno spot pubblicitario con tema le pizze del miglior pizzolaio della città, Antonio, le tartarughe chiamano il numero del suo ristorante per prendere una pizza. Michelangelo viene mandato a prenderla, ma appena tornato la pizza si muove, parla e attacca Michelangelo, che però riesce a distruggerla. I fratelli vedono il loro salotto sporco di pizza, e Michelangelo cerca di spiegargli ciò che è successo, ma nessuno gli crede.
Per rimediare all'errore Michelangelo torna in superficie, ma viene attaccato da tre tizi con pizze sulle loro facce. Michelangelo torna nelle fogne e cerca di avvertire i suoi fratelli e Splinter che le pizze sono vive, ma i quattro hanno mangiato le pizze di Antonio, e si sono trasformati anche loro.
Dopo avere sconfitto le pizze di Antonio Michelangelo ne interroga una e gli intima di dirgli cosa sta succedendo, altrimenti lo metterà nel forno. La pizza comincia così a parlare: Antonio era il miglior pizzolaio della città, ma nella notte in cui i contenitori di mutageno sono caduti Antonio ne trovò una vicino al suo ristorante, ne bevve un sorso, e divenne una pizza gigante mutante, e cominciò a trasformare le sue pizze in pizze parlanti.
Michelangelo torna in superficie e si reca nel ristorante di Antonio, lo sconfigge e libera i suoi fratelli, Splinter e tutte le persone ipnotizzate da Antonio. Alla fine si scopre che tutto questo era soltanto un sogno, così Michelangelo torna a dormire.

## La rabbia di Tiger Claw
Tiger Claw, sopravvissuto all'attacco del verme spaziale, ritorna sulla scena desideroso di vendetta nei confronti delle tartarughe e dei loro amici. Shredder permette a Tiger Claw di ottenere la sua vendetta, ma Karai dovrà aiutarlo a trovarle. Quest'ultima, intanto, dopo che Leonardo le ha detto che è Splinter il suo vero padre, ha dubbi sulla loro vera storia e su sua madre.
Karai e Tiger Claw attaccano il ristorante di Murakami-San, costringendolo a dare loro informazioni sulle tartarughe e i loro amici. Le tartarughe si recano da Murakami-San e dopo avere scoperto ciò che è successo capiscono che Tiger Claw è tornato e che vuole dare la caccia ad April e a Casey.
Leonardo e Donatello vanno a casa di April per avvertirla, mentre Raffaello e Michelangelo si recano alla pista di ghiaccio per avvertire Casey. I due ragazzi sono andati al cinema insieme, ma April percepisce la minaccia grazie ai suoi poteri, perciò si dividono: Casey se la vedrà con Tiger Claw e April con Karai, anche se la ragazza afferma che non vuole lottare con lei, bensì parlare.
Poco dopo Leonardo e Donatello trovano April e Karai su un tetto, e Karai afferma che crede a ciò che Leonardo le ha detto sulla storia del suo vero padre. Leonardo, felice, decide di portare Karai nel loro covo, anche se Raffaello non si fida di lei. Qui scoprono che Casey è ferito gravemente a causa della lotta con Tiger Claw. In realtà Karai ha voluto seguire le tartarughe fino al loro covo per poterne dare la posizione a Tiger Claw. Ma quando Karai capisce finalmente la verità si pente di quello che ha fatto, rivelando il suo piano alle tartarughe.
Mentre Splinter rimane con April e Casey nel covo le tartarughe e Karai si nascondono in una cella frigorifera di una salumeria per tendere un'imboscata a Tiger Claw, ma il piano fallisce quando Tiger Claw prende in ostaggio Karai. Le tartarughe sono costrette ad arrendersi, mentre Tiger Claw rapisce Karai e la porta nel rifugio di Shredder, informandolo del tradimento della ragazza. Karai chiede a Shredder se è Splinter il suo vero padre; Shredder risponde di sì e ordina a Tiger Claw di portare Karai nelle segrete.

## La leggenda di Kuro Kabuto
Ivan Steranko, vecchio amico di Shredder, vuole a tutti i costi mettere le sue mani sul Kuro Kabuto, il suo leggendario elmo. Per farlo recluta un ladro di nome Anton Zeck.
Zeck si reca nel rifugio di Shredder, e dopo avere sconfitto con facilità Razhar, che faceva di guardia, ruba l'elmo e se ne va. Shredder manda così i suoi scagnozzi a recuperare l'elmo, poiché il Kuro Kabuto è un segno importante per il Clan del Piede: il loro antenato si definiva come il più temibile samurai della storia del Giappone e dopo avere sconfitto i suoi avversari creò quell'elmo con le spade dei nemici sconfitti.
Intanto le tartarughe cominciano a pattugliare la città cercando il luogo dove si trova Karai, ma con il tarta-carro urtano Zeck, in quanto invisibile grazie alla sua tuta, per poi venire raggiunti dagli scagnozzi di Shredder. Mentre le altre tartarughe se la vedono contro gli scagnozzi di Shredder Leonardo insegue Zeck, ma se lo lascia sfuggire. In realtà Steranko al posto del Kuro Kabuto trova un mucchio di pannolini.
Infatti il Kuro Kabuto è nelle mani di Leonardo, intento a ridare l'elmo a Shredder in cambio di Karai. In seguito arrivano anche le altre tartarughe, le quali salvano Karai e scompaiono, restituendo comunque il Kuro Kabuto a Shredder. Quest'ultimo però li ha ingannati consegnandogli un robot programmato per autodistruggersi. Le tartarughe tornano così a casa per escogitare un nuovo piano per salvare Karai.

## Piano 10
I Kraang hanno inventato una nuova arma, una macchina che permette di scambiare le mente delle persone con altre persone, e che i Kraang chiamano “Piano 10”. Durante un combattimento Raffaello distrugge accidentalmente la macchina e sia Raffaello che il Kraang perdono i sensi.
Al tarta-carro Leonardo, Donatello e Michelangelo si accorgono che Raffaello è in realtà il Kraang, mentre quest'ultimo è Raffaello, e tornano così al covo, e raccontato a Splinter di cosa è successo; si dirigono per salvare il loro fratello ma Splinter gli fa vedere che è stata l'impazienza di Raffaello a portarlo dai Kraang, e che dovranno aspettare per ottenere una risposta.
Subito dopo la sfera di comunicazione dei Kraang delle tartarughe si è attivata: è un messaggio di Raffaello, nei panni del Kraang, il quale si trova in una nave sottomarina dei Kraang, e chiede loro aiuto.
Leonardo, Donatello, Michelangelo, April, Casey e Raffaello (Kraang) si dirigono nella nave sottomarina dei Kraang con il tarta-marino, entrano nella nave, trovano Raffaello, e dopo una brusca lotta contro i Kraang Raffaello e il Kraang riescono riavere la propria mente e fuggono, prima che la nave venga distrutta.
Tornate al covo Raffaello chiede grazie ai suoi compagni per averlo aiutato, rivelando inoltre a loro che i Kraang hanno un sacco di soldati pronti ad attaccare la Terra, e il gruppo chiede a Splinter cosa possono fare. Quest'ultimo afferma, come ha affermato prima, che dovranno aspettare per ottenere una risposta.

## La vendetta
Le tartarughe escogitano un nuovo piano per salvare Karai: mentre Michelangelo distrae gli scagnozzi di Shredder con le sue ombre cinesi, Leonardo, Raffaello e Donatello entrano nelle segrete e sconfiggono Tiger Claw, che faceva la guardia. Dopodiché salvano Karai, tornano nel tarta-carro e fanno ritorno al covo sani e salvi.
Karai chiede poi a Splinter la verità su Shredder e su sua madre: Splinter afferma che tra i Saki e gli Yoshi ci fu una guerra che durò per molti anni. Il figlio del generale Saki (Shredder) e il figlio del maestro Yoshi (Splinter) furono messi al sicuro dal padre di Splinter, e insieme erano come fratelli, ma l'amore per una donna (Tang Shen, la madre di Karai) li divise. Saki cercò di uccidere Yoshi, ma inavvertitamente colpì Tang Shen, che morì, e nell'incendio che seguì Saki rapì la neonata Karai.
Per porre fine a questa storia Karai decide di recarsi personalmente nel rifugio di Shredder per ucciderlo definitivamente. Ma Shredder aveva previsto questo possibile ritorno della ragazza, perciò la cattura, la porta nel laboratorio di Stockman Fly e la tiene in ostaggio sopra un contenitore di mutageno mescolato a DNA di serpente. Il suo piano è fare cadere le tartarughe nel mutageno, che le trasformerà in serpenti che uccideranno Splinter.
Le tartarughe e Splinter si recano lì per salvare Karai, ma quando Leonardo cerca di salvare la ragazza Shredder lo attacca, ma inavvertitamente colpisce Karai, la quale cade nel mutageno e diventa un serpente umanoide. Poco dopo si scatena un incendio nel laboratorio e le tartarughe e Splinter fuggono, così come Karai. Shredder, rimasto solo, realizza ciò che ha fatto e si dispera.

## Storia di un fantasma
Mentre Donatello, April e Casey continuano la loro ricerca su Karai notano che i Dragoni Purpurei stanno entrando nel museo di Chinatown e decidono di seguirli. Scoperti i loro veri intenti cercano di fermarli, ma a causa della continua rivalità tra Donatello e Casey i due permettono che i malviventi fuggano.
Una volta fuori i Dragoni Purpurei sguainano una spada contenente il fantasma di un perfido stregone di nome Ochen, che li fa diventare suoi schiavi, dopodiché viene portato nel rifugio dei Dragoni Purpurei e ordina ai suoi schiavi di trovare qualcuno che abbia poteri straordinari, che possa aiutarlo a tornare in carne e ossa.
I Dragoni Purpurei si recano nella pista da ghiaccio, dove sconfiggono Casey e rapiscono April. Casey avverte le tartarughe di ciò e il gruppo si precipita a salvare April; Ochen decide di sostituire i Dragoni Purpurei con le tartarughe, ritenendo i Dragoni Purpurei degli “incapaci”. Rimangono in piedi soltanto Donatello e Casey, e nonostante la loro rivalità, decidono di allearsi per salvare April.
Al covo Donatello e Casey scoprono tramite il computer della tartaruga che Ochen era lo stregone di un'importantissima tribù, ma che fu poi rinchiuso in quella spada a causa della sua malvagità. Usando alcune pizze Donatello e Casey sconfiggono le altre tartarughe, salvano April e sconfiggono Ochen, rinchiudendolo nella sua spada.
Mentre Casey riaccompagna April a casa le tartarughe si recano al porto, dove buttano la spada contenente Ochen nel mare, anche se quest'ultimo afferma che ritornerà.

## Nella Dimensione X
Mentre si trova nella dimensione X Leatherhead scopre i piani di invasione dei Kraang e li affronta nel tentativo di fermarli, ma è presto costretto alla fuga; disperato usa una sfera di comunicazione per inviare un messaggio alle tartarughe subito prima di essere catturato.
Sulla Terra Donatello cerca continuamente di ricostruire il portale per la dimensione X, ma quando ci riesce una fitta nube tossica (l'atmosfera della Dimensione X) invade il rifugio, e le tartarughe sono così costrette a indossare speciali maschere anti-gas per poterla respirare. Subito dopo la loro sfera di comunicazione riceve il messaggio di Leatherhead, il quale li avverte che i Kraang hanno perfezionato il mutageno, non specificando però per cosa. Michelangelo vuole salvare il suo amico, ma gli altri vogliono prima elaborare un piano; Michelangelo però li ignora e si getta nel portale, seguito dagli altri tre.
Raffaello, Leonardo e Donatello precipitano nella dimensione X e scoprono che essa è il contrario della nostra: non esistono il sole o la luna e l'Universo è composto da migliaia di isole volanti fosforescenti. Inoltre l'unica razza intelligente sono i Kraang, poiché essi hanno sottomesso ed eliminato tutte le altre civiltà. Nel mettersi alla ricerca di Michelangelo le tartarughe vengono attaccate da un gigantesco insetto simile a una roccia, ma vengono salvate da un misterioso guerriero ninja che si rivela essere Michelangelo. Egli quale rivela di essere lì da mesi, nonostante i suoi fratelli si sono buttati nel portale pochi secondi dopo di lui; Donatello capisce così che nella dimensione X le leggi fisiche sono diverse, e quindi il tempo scorre molto più velocemente.
Raggiunta la base dei Kraang Michelangelo (che nella dimensione X è una specie di genio) va in avanscoperta e scopre che le porte sono difese da un golem di ghiaccio e da uno di lava; le tartarughe però riescono a sconfiggerli e li gettano nel vuoto cosmico intorno all'isola volante. Poco dopo essere entrati nella base scoprono che i Kraang vogliono utilizzare il mutageno per trasformare la Terra in un'altra dimensione X, mutando alberi, animali ed esseri umani e schiavizzandoli. Dopo avere trovato e liberato Leatherhead (che è molto invecchiato, poiché nella dimensione X sono trascorsi parecchi decenni dal suo arrivo) le tartarughe raggiungono la Sala dai Portali proprio nel momento in cui inizia l'invasione.
Michelangelo chiude le porte blindate della sala per impedire momentaneamente l'invasione; subito dopo lui e Donatello disattivano tutti i portali tranne uno, così da potere tornare a casa. Alcuni Kraang però riescono a entrare e le tartarughe sono costrette a dare battaglia, aiutate da Leatherhead che fa strage di nemici. La situazione però diventa presto critica e precipita quando l'esercito dei Kraang abbatte le porte e passa all'attacco; Leatherhead vuole sacrificarsi per permettere alle tartarughe di fuggire, ma viene gettato nel portale da Michelangelo, che fa da scudo agli altri per la fuga. Subito prima di fuggire Michelangelo ruba un pezzo della macchina dei Kraang, danneggiandola e ritardando l'invasione di mesi. Dopodiché si getta nel portale prima che esso si chiuda.
Le tartarughe e Leatherhead precipitano a New York, dove Donatello li avverte che l'invasione, in base al tempo terrestre, è ritardata solo di un giorno; le tartarughe tornano così al rifugio per prepararsi all'arrivo degli alieni.

## L'invasione
Mentre stanno camminando April e la sua migliore amica, Irma, vengono seguite dai soldati ninja robot di Shredder, così si danno alla fuga. Nel frattempo Raffaello e Casey continuano la ricerca di Karai, ma arrivano due poliziotti che decidono di arrestare Casey senza motivo.
Intanto April porta Irma nel covo delle tartarughe e di Splinter, ma si scopre poco dopo che Irma è in realtà un Kraang, per l'esattezza il Kraang Vice Supremo, “la migliore spia Kraang che ci sia”, che rivela che trovare il covo delle tartarughe era il loro ultimo passo per completare l'invasione, che poco dopo si scatena, cominciando una battaglia nel covo delle tartarughe.
Raffaello e Casey scoprono che in realtà i poliziotti sono due Kraang, e fuggono poiché stanno cominciando per aprirsi alcuni portali dalla dimensione X. Splinter, per permettere alle tartarughe e ad April di fuggire, resta nel covo a lottare contro il Kraang Vice Supremo.
Nelle fogne Donatello e Leonardo cominciano a discutere su quale piano sia migliore (Donatello propone di usare il tarta-mec, un gigantesco robot di sua invenzione, mentre Leonardo di evacuare la città e trovare un altro covo). Ma subito dopo si attiva un portale dalla dimensione X e Leonardo resta a combattere i Kraang, mentre April, Donatello e Michelangelo salgono in superficie e si recano a casa di April.
Splinter, intanto, riesce a sconfiggere il Kraang Vice Supremo e lascia il covo, recandosi nelle fogne, dove trova Leaterhead. Nel frattempo Leonardo riesce a distruggere i Kraang ed esce a cercare i suoi fratelli, ma cade in un'imboscata di Shredder, il quale lo ferisce gravemente, scoprendo poi, tramite il suo T-Phone, che i suoi amici lo stanno aspettando a casa di April, e mandando i suoi soldati ninja robot a intercettarli.
Nel frattempo il Kraang Supremo arriva a New York, e comincia a mutare tutta la città, mentre Raffaello e Casey raggiungono la casa di April, dove vengono intercettati dai soldati ninja robot di Shredder, con Leonardo gravemente ferito. Con un ingegnoso stratagemma riescono a fuggire dalla casa di April, ma durante la fuga il signor O'Neill viene mutato una seconda volta.
Le tartarughe, April e Casey raggiungono il furgone del padre di April. Mentre Casey rimane sul furgone con Leonardo le altre tre tartarughe e April ritornano nel covo, ormai distrutto, e Donatello suggerisce di prendere qualcosa di caro prima di lasciare la città. Nel mentre Splinter trova una delle katana di Leonardo, e scoperto di ciò che è successo inizia a combattere Shredder con l'aiuto di Leaterhead, che si scaglia ferocemente su Shredder, ma quest'ultimo riesce a sconfiggere Leaterhead senza alcuno sforzo.
April, tramite i suoi poteri, sente la furiosa lotta tra Splinter e Shredder e avverte le tartarughe di ciò. I quattro raggiungono Splinter e Shredder che stanno proseguendo la lotta nelle fogne, e Splinter sconfigge facilmente Shredder, apprestandosi ad avvicinarsi alla sua famiglia, ma Shredder riprende subito i sensi, e attacca alle spalle Splinter, ferendolo, per poi lanciarlo nelle fogne.
Il gruppo, deciso a vendicare Splinter, usa il tarta-mec per sconfiggere Shredder, ma il Kraang Supremo taglia loro la strada. Il gruppo usa tutta l'energia del tarta-mec per sconfiggere il Kraang Supremo, ma, nonostante l'incredibile attacco, il Kraang Supremo si riprende, pronto a uccidere il gruppo rimasto bloccato nel tarta-mec senza energia. Per loro fortuna arriva Casey, il quale salva gli amici con il furgone. Il gruppo riesce a fuggire dalla città, dirigendosi a nord, verso la vecchia casa di campagna degli O'Neill, per trovare un modo per sconfiggere i Kraang e Shredder. Nel frattempo, nelle fogne, Karai riesce a trovare Splinter e a salvarlo.